# 雷沃略
雷沃略，是西班牙卡斯蒂利亚-莱昂塞戈维亚省的一个市镇。 总面积14平方公里，总人口118人（2001年），人口密度8人/平方公里。